# Kounotori 8

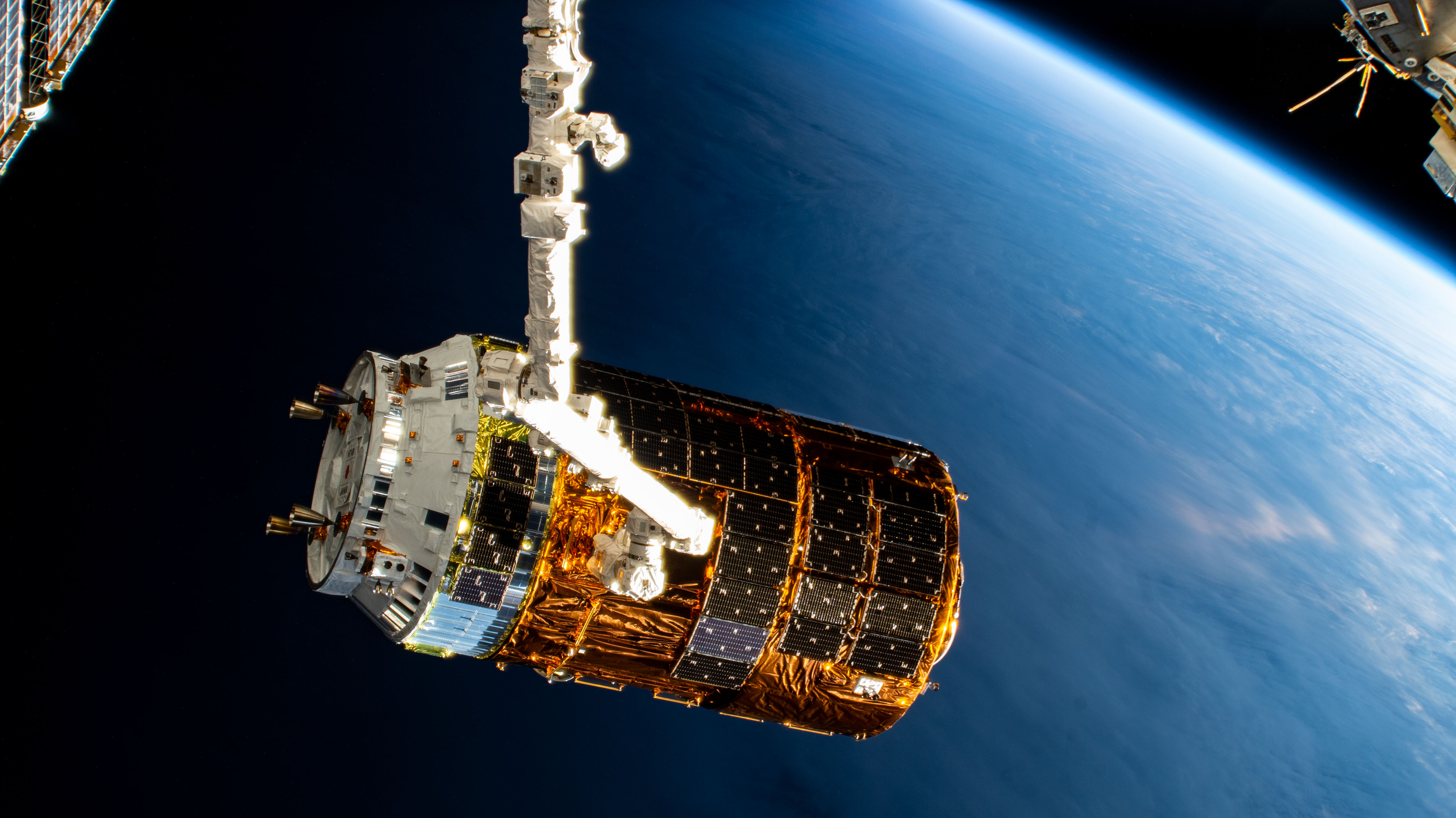
El lindo Vehículo de Transferencia H-II-8 (HTV-8) de Japón se muestra en las garras del brazo robótico Canadarm2 mientras la Estación Espacial Internacional vuela hacia un amanecer orbital, el 1 de noviembre de 2019

Kounotori 8 (こうのとり8号機?), también conocido como HTV-8, fue el octavo vuelo del Vehículo de transferencia H-II, nave espacial de carga no tripulada de la JAXA que despegó el 24 de septiembre de 2019 para reabastecer la Estación Espacial Internacional y permaneció acoplado hasta el 1 de noviembre de 2019.